# Ger Verrips
Gerrit Johannes (Ger) Verrips (Amsterdam, 18 december 1928 – aldaar, 31 augustus 2015) was een Nederlands schrijver. Hij was tevens ruim twintig jaar actief in de Communistische Partij van Nederland (CPN). Naast romans en essays heeft Verrips hoorspelen en televisiespelen geschreven of bewerkt. Behalve romans en verhalen heeft hij ook een geschiedenis van de CPN en biografieën van Albert Camus en Karel van het Reve op zijn naam staan.

## Leven en werk
Ger Verrips was afkomstig uit een protestants-christelijk milieu. Voordat hij pedagogiek en economie ging studeren had Ger Verrips een opleiding tot gymnastiekleraar gevolgd. Hij was lange tijd politiek actief. Tijdens het vervullen van zijn dienstplicht brak de Koreaanse Oorlog uit. Omdat Verrips het een onverdraaglijke gedachte vond om samen met Duitse oorlogsmisdadigers en oud-SS’ers tegen de Russen te moeten vechten in een eventuele derde wereldoorlog probeerde hij zich alsnog te laten afkeuren en kwam daardoor in het Militair Neurose Hospitaal. In 1948 werd hij lid van de Partij van de Arbeid. In 1953 stapte hij over naar de CPN, waarvan hij tot 1975 lid bleef. Van 1960 tot 1968 was hij redacteur bij het communistische dagblad De Waarheid. Van 1958 tot 1964 was hij lid van het partijbestuur van de CPN. In 1975 maakte hij zich los van de CPN en trok hij zich ook terug uit de actieve politiek. In 1985 werd hij opnieuw lid van de PvdA. Hij is redacteur geweest van het maandblad Socialisme & Democratie en bestuurslid van de Vereniging van Letterkundigen.

## Publicaties over Verrips
- Ingrid Vander Veken: 'Levensbericht Ger Verrips'. In: Jaarboek van de Maatschappij der Nederlandse Letterkunde te Leiden, jrg. 2020-2021, p. 158-161

## Trivia
In zijn autobiografische roman Bezonken rood schrijft Jeroen Brouwers dat hij op de avond van zijn moeders dood Ger Verrips op bezoek had.